# 似鯉亞口魚
似鯉亞口魚為輻鰭魚綱鯉形目亞口魚科的其中一種，為溫帶淡水魚。

## 分布
本魚分布於北美洲五大湖、聖羅倫斯河及密西西比河流域，從加拿大亞伯達省至魁北克省到美國路易西安納州；美國大西洋沿岸德拉瓦河至Altamaha河流域。

## 特徵
本魚體粗壯，成紡錘形，背部拱起，沒有觸鬚，下唇上也沒有乳頭狀的突起，體色為銀色，腹部白色，尾鰭叉型，腹鰭、臀鰭黃色，尾鰭、背鰭灰色或銀色，體長可達66公分，體重可達2.9公斤，年齡可達11年。

## 生態
為底棲性魚類，主要棲息在水流緩慢、沙泥底質的湖泊、溝渠、水塘或溪流，成群活動，屬雜食性，以藻類、小型甲殼類、軟體動物及有機碎屑為食，繁殖期在春末夏初，雌魚可和數尾雄魚交配，產卵數約1萬5千至6萬顆，並將卵產在沙泥或礫石區。

## 經濟利用
因數量多且體型大，可做為食用魚及游釣魚。

## 扩展阅读
維基物種上的相關：似鯉亞口魚